# Financement des partis politiques en Suisse
En Suisse, les partis politiques sont financés par des moyens privés. Il n'existe pas de financement étatique direct des partis fédéraux (mais les groupes politiques représentés au parlement reçoivent un soutien fédéral).
La loi fédérale sur les droits politiques amènera une certaine transparence sur le financement des partis. Notamment, les partis représentés à l'Assemblée fédérale devront communiquer chaque année les dons reçus supérieurs à 15 000 francs,.

## Niveau fédéral

### Situation initiale
Les partis ne sont pas financés directement par l’État. Parmi les 40 États membres du Groupe d’États contre la corruption (GRECO) du Conseil de l'Europe qui ont déjà fait l’objet d’une évaluation, la Suisse et la Suède étaient les seuls États à ne disposer d’aucune réglementation en matière de financement de la vie politique.
Les moyens alloués aux membres de l’Assemblée fédérale (parlementaires) et surtout les contributions allouées aux groupes parlementaires peuvent toutefois être considérés comme une forme de financement indirect des partis politiques représentés au parlement fédéral. La loi sur les moyens alloués aux parlementaires en constitue la base légale. En 2011, il s'agit d’un montant de base de 94 500 francs suisses par groupe, auxquels s'ajoutent par député 17 500 francs, ce qui représente environ 4,8 millions de francs pour le budget de la Confédération.
Au niveau fédéral, de très nombreuses interventions parlementaires relatives au financement des partis politiques et à la transparence de la vie politique ont été déposées. Presque toutes visaient non à lutter contre des risques de corruption, mais à assurer une égalité de moyens dans le débat politique. Il n’a jamais été possible de dégager une majorité parlementaire susceptible de faire avancer les travaux législatifs dans ce domaine.

### Recommandations du GRECO
Le Groupe d’États contre la corruption (GRECO) s'est à nouveau réuni du 14 au 18 octobre 2013 à Strasbourg. Il a constaté que la Suisse n'avait mis en œuvre de façon satisfaisante que trois des onze recommandations contenues dans le rapport d’évaluation du troisième cycle et il a qualifié de très faible le niveau de conformité avec les recommandations constatées et de « globalement insuffisant » au sens de l’article 31, paragraphe 8.3, de son Règlement intérieur. Le GRECO a donc décidé d’appliquer l’article 32 concernant les membres qui ne respectent pas les recommandations contenues dans le rapport d’évaluation mutuelle et demandé au chef de la délégation suisse de lui soumettre un rapport sur l’avancement de la mise en œuvre des recommandations en suspens, d'ici avril 2014. Lors d'une nouvelle réunion plénière qui s'est déroulée en juin 2014 à Strasbourg, le GRECO, tout en notant avec intérêt que la transparence du financement politique reste un thème présent au sein du débat politique en Suisse, tant au niveau des instances fédérales que de certains cantons, conclut que la Suisse a réalisé peu de progrès tangibles concernant la mise en œuvre globale des recommandations que le rapport de conformité du troisième cycle avait estimées non suivies d’effet. Le nombre total de recommandations mises en œuvre de façon satisfaisante ou traitées de façon satisfaisante – trois sur onze – n'a pas varié par rapport au rapport de conformité. Par conséquent, le GRECO a demandé au chef de la délégation de la Suisse de lui soumettre un nouveau rapport sur l'état d'avancement de la mise en œuvre des recommandations en suspens, d’ici mars 2015.
Le 17 août 2015, dans un nouveau rapport, le GRECO constate qu'aucune des recommandations pour rendre les finances des partis plus transparentes n'a été mise en œuvre. Le Conseil fédéral devra soumettre au GRECO un nouveau rapport sur les mesures qu'il entend prendre d'ici à fin mars 2016. Ce nouveau rapport négatif, intervient seulement deux mois avant les élections du Conseil national, du Conseil des États et du Conseil fédéral, pour la période 2015-2019.

### Initiative populaire
En octobre 2017 est déposée l'initiative populaire fédérale « Pour plus de transparence dans le financement de la vie politique (initiative sur la transparence) ». L'initiative émane de cinq partis – PS, Verts, PBD, PEV et Parti pirate – ainsi que de Transparency International Suisse et opendata.ch. L’initiative a été retirée à la suite de la modification de la loi fédérale sur les droits politiques.

### Nouvelle loi
En 2021, le parlement suisse a adopté une révision de la loi fédérale sur les droits politiques intégrant des règles de transparence du financement de la vie politique. Elle entrera en vigueur en 2022 et s'appliquera aux élections fédérales de 2023 (ainsi qu'aux votations fédérales dès mars 2024).
Les partis représentés à l'Assemblée fédérale devront communiquer chaque année les dons reçus supérieurs à 15 000 francs. Les organisateurs de campagne de votation ou d'élection devront publier leurs comptes s'ils dépassent 50 000 francs. Les dons anonymes ou de l'étranger sont interdits.

## Niveau cantonal
Par contre, cinq cantons ont déjà légiféré dans le domaine du financement des partis politiques : canton du Tessin, canton de Genève, canton de Neuchâtel, canton de Fribourg, canton de Schwytz.

### Tessin
Au Tessin, les partis politiques doivent communiquer à la Chancellerie cantonale les dons qui dépassent la somme de CHF 10 000 ; en cas de violation de cette obligation, la contribution allouée au groupe parlementaire concerné peut être réduite ou supprimée. Les candidats à une élection ou les comités d’initiatives ou référendaires doivent communiquer à la Chancellerie cantonale les dons qui dépassent la somme de 5 000 francs. En cas de violation de cette obligation, une amende de 7 000 francs peut être infligée.
Le Tribunal fédéral a jugé contraire à la Constitution fédérale, voir au principe de l'égalité des chances et au principe de proportionnalité, une disposition de la loi tessinoise qui prévoyait un montant maximal de 50 000 francs pour les contributions de tiers au financement de la campagne électorale d’un candidat aux élections cantonales.

### Genève
Dans le canton de Genève, tout parti politique, association ou groupement qui dépose des listes de candidats pour des élections fédérales, cantonales ou municipales soumet chaque année ses comptes annuels à l’inspection cantonale des finances, avec la liste de ses donateurs. Les dons anonymes ou sous pseudonyme sont interdits. De même, tout groupement qui dépose une prise de position lors d’une votation fédérale, cantonale ou municipale dépose dans les 60 jours les comptes relatifs à l’opération de vote concernée, y compris la liste des donateurs, à l’inspection cantonale des finances. À défaut, la participation de l’État aux frais électoraux du parti politique, association ou groupement n’est pas versée. Les comptes déposés et les listes de donateurs sont consultables par toute personne exerçant ses droits politiques dans le canton. Il faut toutefois souligner que le montant de chaque don n’est pas mentionné, et qu’il n’est pas possible d’attribuer un don à un donataire : les comptes ne renseignent que sur le montant total des dons reçus, et donnent en regard de ce montant une liste de donataires.